# Baszrai nemzetközi repülőtér
A Baszrai nemzetközi repülőtér (IATA: BSR, ICAO: ORMM) Irak egyik nemzetközi repülőtere, amely Baszra közelében található. Éves utasforgalma 984 985 fő (2019).

## Futópályák
A repülőtér futópályái:
- 14/32 (4000 m, 45 m, beton)

## Forgalom
Az utasforgalom az elmúlt években az alábbi módon változott:
| 2019 | 984 985 |

## Légitársaságok és úticélok
| Légitársaság         | Célállomások                                                                                                 |
| -------------------- | --- |
| Cham Wings Airlines  | Damascus |
| Emirates             | Dubai–International                                                                                          |
| Fly Baghdad          | Damascus |
| flydubai             | Dubai–International                                                                                          |
| Iraqi Airways        | Amman–Queen Alia, Baghdad, Bejrut, Cairo, Delhi, Dubai–International, Erbil, Istanbul, Mashhad, Sulaymaniyah |
| Middle East Airlines | Bejrut |
| Nile Air             | Cairo |
| Pegasus Airlines     | Istanbul–Sabiha Gökçen                                                                                       |
| Royal Jordanian      | Amman–Queen Alia                                                                                             |
| Qatar Airways        | Doha |
| Turkish Airlines     | Istanbul |